# ماراژو
ماراژو (پرتغالی: Marajó) جزیره‌ای است که در دهانه رود آمازون در برزیل واقع شده است. این جزیره بخشی از ایالت پارانا می‌باشد. جیزه ماراژو ۴۰٬۱۰۰ کیلومتر مربع مساحت و ۲۵۰٬۰۰۰ نفر جمعیت دارد. ماراژو در فهرست جزیره‌ها بر اساس وسعت ۳۵مین رتبه را داراست.